# أوليكسي بيكوف
أوليكسي بيكوف (بالأوكرانية: Биков Олексій Олексійович)‏ هو لاعب كرة قدم أوكراني في مركز الدفاع، ولد في 29 مارس 1998 في Khartsyzk ‏ في أوكرانيا. لعب مع نادي إيليتشيفيتس ماريوبول.

## وصلات خارجية
- أوليكسي بيكوف على موقع اتحاد أوكرانيا (الإنجليزية)
- أوليكسي بيكوف على موقع قاعدة بيانات كرة القدم.إي يو (الإنجليزية)
- أوليكسي بيكوف على موقع Soccerway.com (الإنجليزية)